# Zarétxnaia (Penza)
|  | Per a altres significats, vegeu «Zarétxnaia». |

Zarétxnaia (en rus: Заречная) és un poble de l'óblast de Penza, a Rússia. En el cens del 2010 tenia 315 habitants.